# 上田敏晴
上田 敏晴 （うえだ としはる）は日本の検察官。現在は、東京高等検察庁および東京地方検察庁で検事として勤務。大阪地方検察庁特別捜査部勤務の際、部長の大坪弘道に重用され、障害者郵便制度悪用事件等も担当したが、この事件の取り調べが公判において批判された。2023年7月辞職、2023年8月現在、北九州コンプライアンス法律事務所弁護士。

## 経歴
大阪地方検察庁検事を経て、
2010年4月1日 - 東京地方検察庁検事兼法務省刑事局付法務事務官。
2013年1月11日 - 法務事務官併任解除、さいたま地方検察庁検事。
2013年4月1日 - 福岡地方検察庁小倉支部検事。
2015年4月1日 - 福岡地方検察庁検事。
2018年4月1日 - 東京地方検察庁検事。
2020年7月1日 - 高知地方検察庁次席検事。
2022年7月25日 - 東京高等検察庁検事兼東京地方検察庁検事。
2023年7月31日 - 辞職。

## 威圧的な取り調べ
- 大阪地検特捜部に勤務していた際に担当していた障害者郵便制度悪用事件において、この事件の被告人である新生企業元取締役に対し、大阪地方裁判所は「威圧的な取り調べ」を行ったと認定し、2010年10月7日の公判において証拠採用請求されていた供述調書のうち、上田が作成した12通を却下した[9]。これを受けて翌10月8日に最高検察庁で次長検事・伊藤鉄男が検証を行うことを明らかにした[10]。
- 週刊朝日の記事によると、上田は新生企業元取締役に対して「懲役15年にするぞ」「息子も逮捕してやる」などと脅迫的な取り調べをして、民主党の衆議院議員の関与を強引に認めさせようとしたとされる[11]。

- また、2006年に上田に逮捕された元宝塚市長・渡部完も、強引な取り調べを受けたとして検察官適格審査会に上田の審査を求めたとされる[11]。

## 主な担当事件
障害者郵便制度悪用事件
大阪地検特捜部に勤務していた際に担当。検察側が証拠採用請求した供述調書のうち、上田が作成した12通は大阪地裁に却下された。
首都圏連続不審死事件
さいたま地方検察庁に勤務していた際に担当。公判の主任を務めた。捜査段階で被告の金銭の流れを解明したと証言する一方、弁護側の質問には食ってかかったとされる。